# Al. Altajew

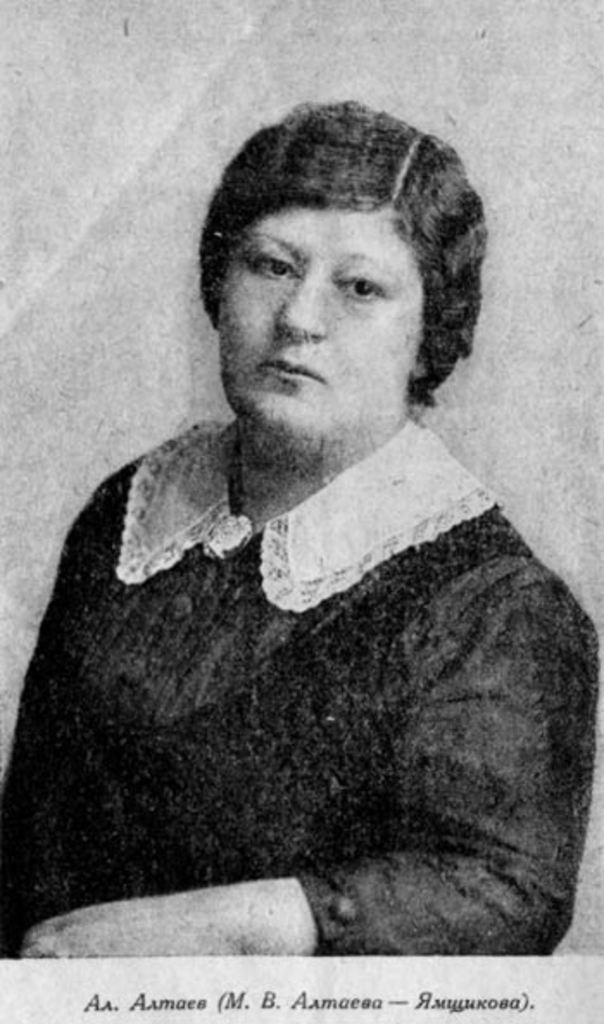
Al. Altajew

Al. (Alexander) Altajew (Pseudonym), geboren Margarita Wladimirowna Rokotowa, verheiratet Margarita Wladimirowna Jamschtschikowa, bekannt auch als Marija Wladimirowna Altajewa, (russisch Ал<ександр> Алтаев, урожд. Маргарита Владимировна Рокотова, в замуж. Ямщикова, также Алтаева; * 22. Novemberjul. / 4. Dezember 1872greg. in Kiew; † 13. Februar 1959 in Moskau) war eine russische bzw. sowjetische Schriftstellerin.

## Leben
Altajews Vater Wladimir Rokotow war Grundherr, Adelsmarschall des Ujesd Welikije Luki des Gouvernements Pskow,  Schauspieler, Theaterregisseur und Nachkomme des Malers Fjodor Rokotow, der vor der Abschaffung der Leibeigenschaft seinen Bauern mit einem Stück Land die Freiheit gab. Ihre adlige Mutter war ein Nachkomme des Dekabristen N. N. Tolstoi.
Altajew besuchte eine Zeichenschule und absolvierte einen Fröbel-Pädagogik-Kurs. Ihre erste Veröffentlichung war ein Heiligen-Märchen, das dank der Unterstützung des Schriftstellers Jakow Polonski 1889 unter ihrem Pseudonym Al. Altajew in einer Illustrierten erschien. Das Pseudonym war der Name der Hauptperson in einem Buch Polonskis, das er ihr geschenkt hatte. Ihr zweites Märchen wurde in Alexandra Jakobis Kinderzeitschrift gedruckt. Ihre ersten Bücher waren den Kindern gewidmet. Sie heiratete 1892 den Studenten der Forsthochschule Andrei Jamschtschikow. Bald verließ sie ihn mit ihrer kleinen Tochter, da er ihr keine schriftstellerische Tätigkeit erlaubte. Der Erfolg kam später mit ihren historischen Romanen und belletristischen Biografien.
Nach der Oktoberrevolution arbeitete Altajew mit Lenins jüngerer Schwester Marija Uljanowa für verschiedene Zeitungen und Zeitschriften. Im März 1918 gründete Altajew die landesweit erste Vereinigung sowjetischer Kinderbuchautoren.
Den sowjetischen Lesern war Altajew bekannt als Autorin historischer Romane und biografischer Novellen über Dichter, Komponisten, Musiker und Künstler (Semjon Nadson, Miguel de Cervantes, Leonardo da Vinci, Raffael, Michelangelo, Friedrich Schiller, Pjotr Tschaikowski, Ludwig van Beethoven, Benvenuto Cellini u. a.). Sie schilderte Ereignisse im Leben von Giuseppe Garibaldi, Jean Paul Marat, Philipp II., Maria Stuart, Giordano Bruno, Galileo Galilei, Jan Hus, Jan Žižka, Thomas Müntzer, Girolamo Savonarola, Patriarch Nikon u. a. sowie Ereignisse der russischen Geschichte. In den ersten Jahren nach der Oktoberrevolution waren ihre Bücher so beliebt wie die von Maxim Gorki. Auch später wurden ihre Bücher in hohen Auflagen gedruckt.
Altajew starb am 13. Februar 1959 in Moskau und wurde in Leningrad auf dem Wolkowo-Friedhof an den „Literatenbrücken“ begraben.
Im Dorf Lossizy (Oblast Pskow) wurde auf dem früheren Adelshof Log ein Altajew-Museum eröffnet. Auf dem Hof hatte Altajew seit 1895 die Besitzerin Warwara Nikolajewna Pissarewa und ihre Tochter besucht und 1926 einen Flügel des Herrenhauses erworben, in dem sie in den Sommern von 1927 bis zum Deutschen Angriffskrieg gegen die Sowjetunion und danach bis 1958 lebte und arbeitete.
Altajews Tochter Ljudmila Andrejewna Jamschtschikowa-Dmitrijewna (1893–1978) war Schriftstellerin und Übersetzerin und wurde neben ihrer Mutter begraben.